# Cambria (1928)
Pour les articles homonymes, voir Cambria.
Cambria (ou S/Y Cambria) est un yacht de course  construit à Fairlie en 1928 sur le chantier naval de l'architecte naval écossais William Fife. 
Il porte le numéro  K 4 sur sa grand-voile .
Comme beaucoup d'autres yachts de plan Fife, navigue surtout en Méditerranée où il participe aux régates estivales, et en mer des Caraïbes durant l'hiver.
Son port d'attache actuel est Cannes.

## Histoire
Cambria a été récemment restauré en Australie pour participer à l'America's Cup de 2001 à Cowes en J-Class  puis est passé en Méditerranée pour les régates et les Caraïbes pour des croisières d'hiver.
En 2004, le yacht a été vendu à un nouveau propriétaire. Celui-ci a fait entreprendre des travaux de mâture en 2005/6 au chantier Classic Works à La Ciotat pour supprimer la fibre de carbone. Le nouveau mât est en épicéa d'Alaska. Cambrie continua les régates en méditerranée. 

En 2014, à Antibes, Cambria a affronté le Shamrock V de J-Class. Puis il a rejoint l'Angleterre pour une remise en état à Southampton.
En 2016, il participe aux Voiles de Saint-Tropez auprès de huit autres yachts classiques anciens dans la catégorie Grand Tradition (GTR)  comme le Moonbeam III, le Moonbeam IV...

## Caractéristiques techniques
Cotre à structure acier, coque, pont et mât en bois. Le mât comporte 4 étages de barres de flèches et le gréement comporte 1 grand-voile bermudienne portant le numéro K 4, 2 focs, 1 trinquette  ou 1 génois et différents spinnakers.